# Losacino
Losacino è un comune spagnolo di 330 abitanti situato nella comunità autonoma di Castiglia e León.